# S/2015 (136472) 1
S/2015 (136472) 1, informalmente denominato MK 2 dagli scopritori, è un satellite del pianeta nano Makemake, osservato per la prima volta nell'aprile 2015 dal telescopio spaziale Hubble e la cui scoperta è stata annunciata il 26 aprile 2016.